# Ligação Fixa do Estreito de Fehmarn

Mapa com a localização da ligação em obra

A Ligação Fixa do Estreito de Fehmarn (em dinamarquês: Femern Bælt-forbindelsen e em alemão: Fehmarnbelt-Querung) é um túnel projetado para a realização de uma ligação fixa da travessia do Estreito de Fehmarn, entre a Dinamarca e a Alemanha.  É um projeto europeu de transporte. Prevê-se que a partir 2029 a ilha dinamarquesa de Lolland e a ilha alemã de Fehmarn serão conectadas diretamente, esta último já unido pela Ponte Fehmarnsund à Alemanha continental. 
Os governos da Dinamarca e da Alemanha têm adotado desde 29 de junho de 2007 a construção de uma ligação fixa, através de um túnel, para substituir a balsa que atravessa o estreito do Estreito de Fehmarn, que divide a baía de Kiel da baía de Mecklemburgo. O túnel vai poupar o tempo exigido atualmente para cruzar o estreito e fornecer uma maior capacidade de passagem entre os dois Estados.

## O Projeto
Um túnel entre a Alemanha e a Dinamarca está atualmente em fase de projeto, e quando concluído, deverá ser o mais extenso do mundo. A Ligação Fixa do Estreito de Fehmarn propôs um túnel submarino de 18 km entre a ilha de Fehmarn, na Alemanha, e a ilha de Lolland, na Dinamarca, que terá no seu percurso uma estrada para veículos e uma linha de trem. A estrutura diminuirá significativamente o tempo de viagem entre Hamburgo e Copenhaga. A obra está orçamentada em €7 biliões. A empresa dinamarquesa Femern A/S, dona do projeto, pré-qualificou nove consórcios para participar da licitação dos quatro maiores contratos do projeto: galeria norte, galeria sul, acessos e rampas, e dragagem. As obras serão iniciadas em 2021.
O projeto de itinerário que contempla a ligação permanente a Øresund, recentemente concluído, tem por objeto a travessia de um estreito de 19 km de extensão.

### Conceito
O túnel do Estreito de Fehmarn será o maior túnel submarino do mundo para transportes férreos e rodoviários, superando o detentor do atual record, o túnel de Øresund. O túnel submarino será composto por elementos produzidos em uma fábrica em Rødbyhavn, criado especificamente para o efeito. Haverá dois tipos de elementos de túneis, 79 padrões e 10 elementos especiais. Os elementos do túnel serão fabricados numa grande instalação de produção perto de Rødbyhavn. Os elementos serão enormes e consistem em concreto impermeável e reforçado. Cada elemento vai pesar cerca de 73 000 toneladas e terá 217 metros de comprimento. Eles serão produzidos por meio de uma linha de montagem industrial e de processos.
Na fabrica de Rødbyhavn, oito linhas de produção serão configuradas para que os elementos sejam produzidos como fariam para uma linha de montagem. Um elemento será composto de nove segmentos e, em cada linha de produção, um segmento será produzido a cada sétimo ou oitavo dia. Quando um segmento é lançado, ele será movido de modo que o próximo possa ser produzido. Quando o elemento completo for lançado, ele será empurrado para uma bacia e rebocado para fora da trincheira do túnel. Uma vez lá, ele será baixado e conectado com os outros elementos do túnel. Finalmente, os elementos serão protegidos na trincheira túnel com cascalho e areia de enchimento e, em seguida, coberto com uma camada protetora de pedra. A camada superior da pedra será nivelada com o fundo do mar existente. Os elementos do túnel submarino serão, portanto, baixados seguramente.
| Comprimento           | 17,6 km túnel                                         |
| Conceito              | Túnel submarino                                       |
| Tráfego               | Rodoviário e ferroviário                              |
| Período de construção | 2015-2021                                             |
| Custos de construção  | € 6,1 biliões incl. ramais de ligação                 |
| Tráfego (2020)        | 10 000 carros e 4 000 passageiros de trem diariamente |
| Retorno esperado      | 30 anos                                               |